# Majorette (bailarina)

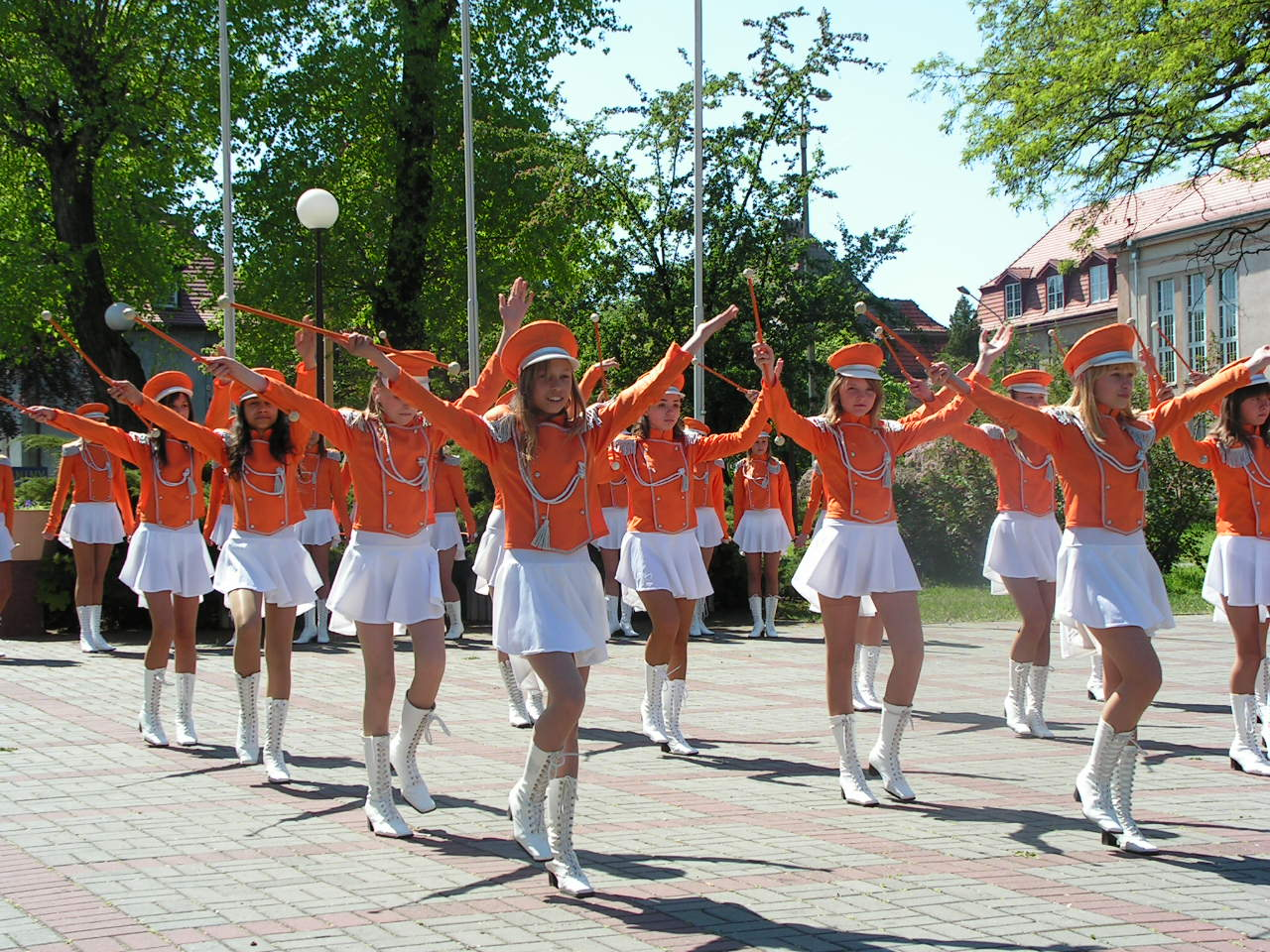
Un grupo de majorettes.

Una majorette es una chica, generalmente muy joven, que forma parte de un grupo que desfila por las calles seguido de una orquesta, con ocasión de fiestas locales. Su atuendo suele consistir en un sombrero y una chaqueta de tipo militar, una minifalda y botas altas. Durante el desfile hace girar un bastón metálico con una técnica deportiva denominada twirling. Estos grupos, que son muy populares en Francia y en otros países europeos, suelen también organizar galas y participar en campeonatos. Las majorettes no deben confundirse con las animadoras deportivas.